# Akim Karneïev
Akim Egorovitch Karneïev (Аким Егорович Карнеев) ou Korneïev (Корнеев), né le 24 janvier (5 février) 1833 dans le village de Sachkino de l'ouïezd de Taroussa (gouvernement de Kalouga), et mort le 8 (20) mars 1896 à Sébastopol, est un peintre russe de genre, portraitiste, graphiste, peintre d'icônes et académicien de l'Académie impériale des beaux-arts.

## Biographie
Il apprend le dessin dans une école paroissiale et au lycée de Kalouga. Il continue à l'école Stroganov de Moscou (1848-1853) sur ordre du ministre des biens d'État, le comte Kisseliov. Il est ensuite élève de l'Académie impériale des beaux-arts (1853-1861) avec pour professeur Alexeï Markov. Il reçoit une petite médaille d'argent en 1856 ; deux petites médailles d'argent en 1857 ; une petite et une grande médaille d'argent en 1858 pour son tableau Habillage d'une jeune fille de la campagne avant son mariage ; une petite médaille d'or en 1859 pour son tableau Envoi d'un petit paysan à l'école ; une grande médaille d'or en 1860 pour La Société de tempérance. Il reçoit le titre de peintre de classe en 1860 et il obtient une bourse de pensionnaire de l'Académie pour un voyage d'étude à l'étranger (1861-1866) qu'il passe surtout à Paris (1861-1862), Rome (1863-1866), et il visite l'Allemagne, la Suisse et Londres. Il reçoit le titre d'académicien en 1867 pour son tableau Un mariage inégal en Italie.
Il demeure à Sébastopol à partir de 1866. Il enseigne à l'école de dessin d'Odessa (1872-1873) où il cofonde et enseigne à l'école de dessin (1882-1896). Comme peintre d'icônes, Karneïev a réalisé une grande partie de celles de la chapelle du cimetière militaire de Sébastopol, ainsi que celles de l'église Saint-Vladimir de ce lieu, avec des tableaux. Il est inhumé au cimetière du monastère Saint-Georges de Balaklava.
Les œuvres de Karneïev sont conservées aussi à la Galerie Tretiakov de Moscou, dans les musées de Voronej, d'Irkoutsk, de Tioumen.

## Galerie

Travaux de Karneïev
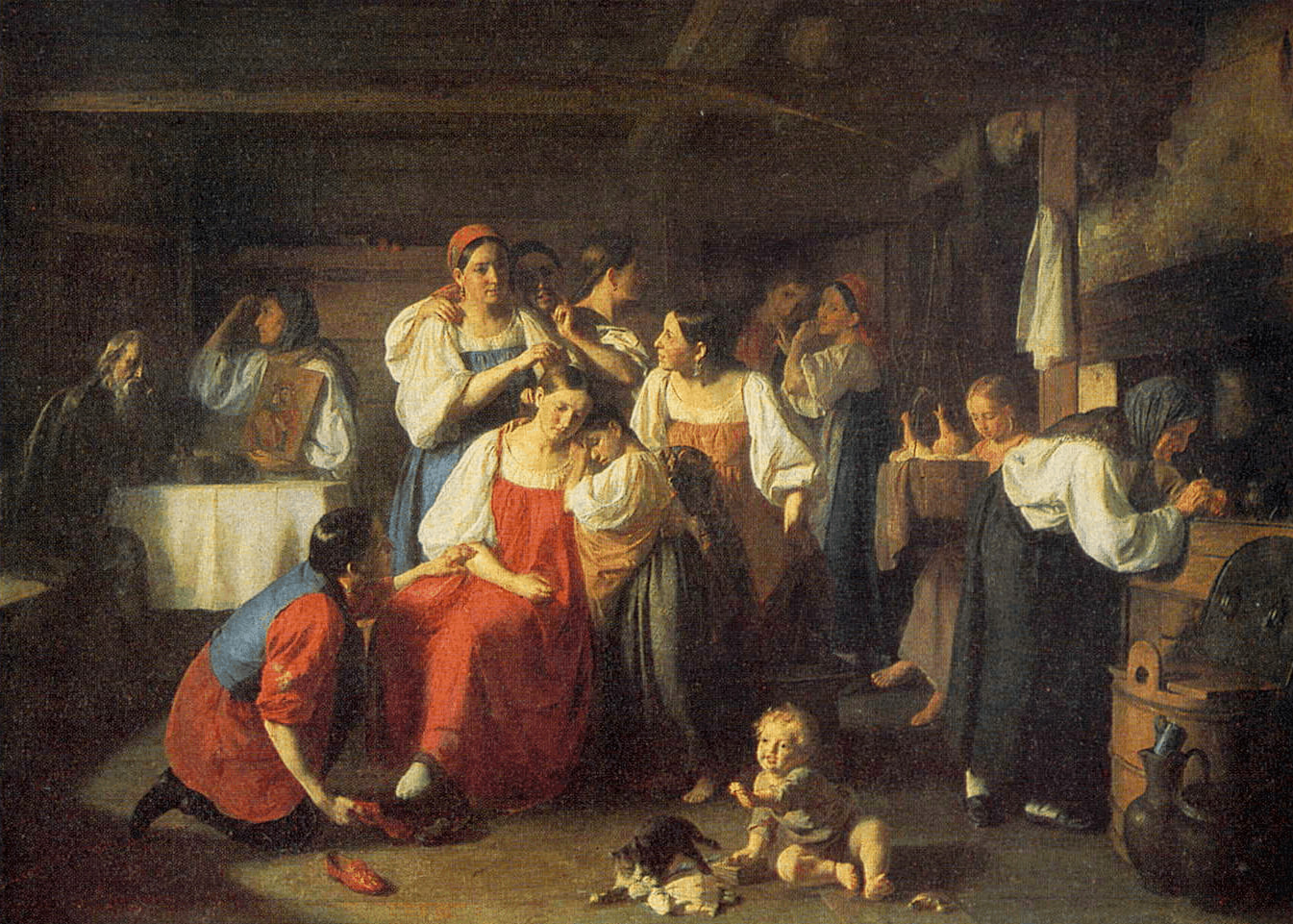
Habillage d'une jeune fille de la campagne pour son mariage.
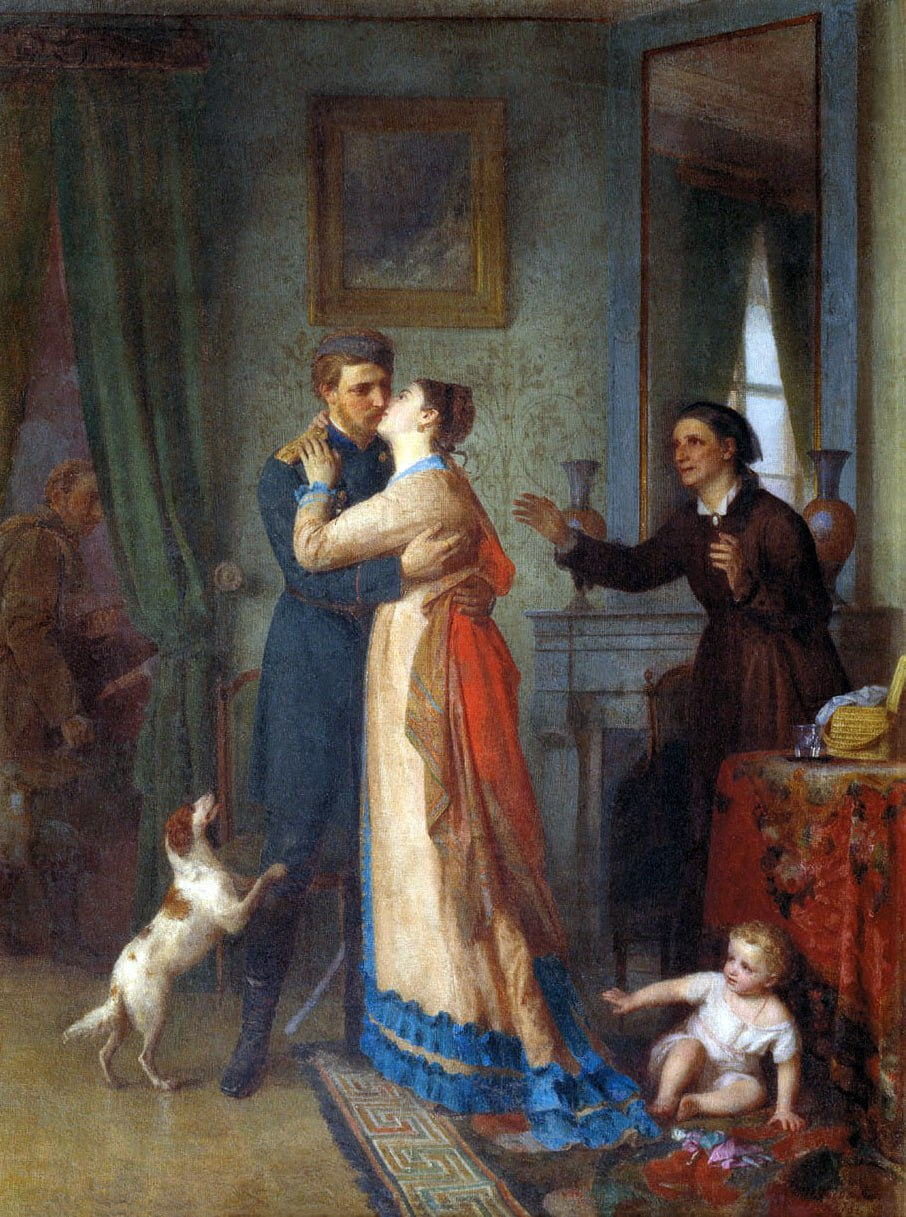
Le Retour de la guerre.
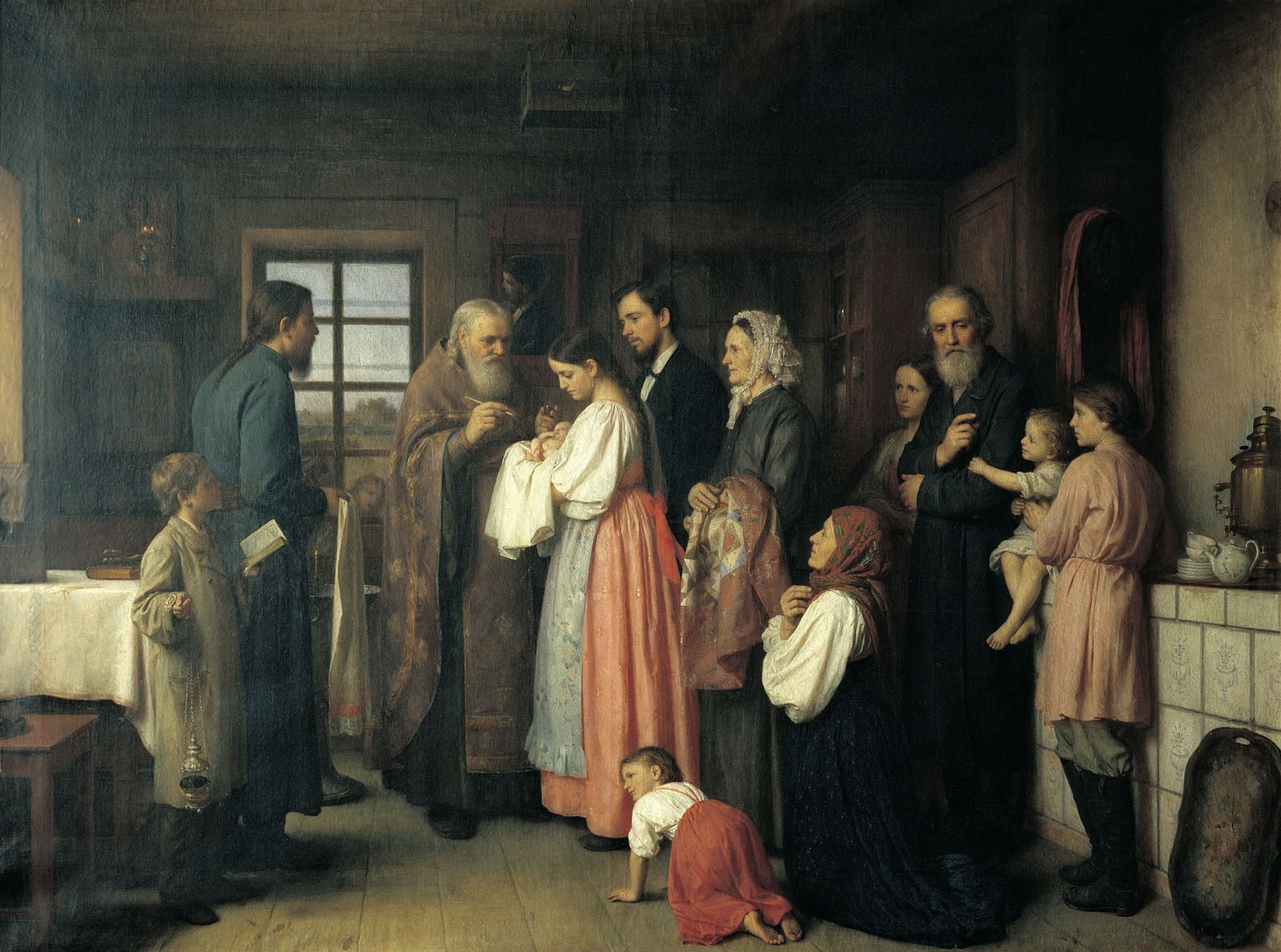
Le Baptême.
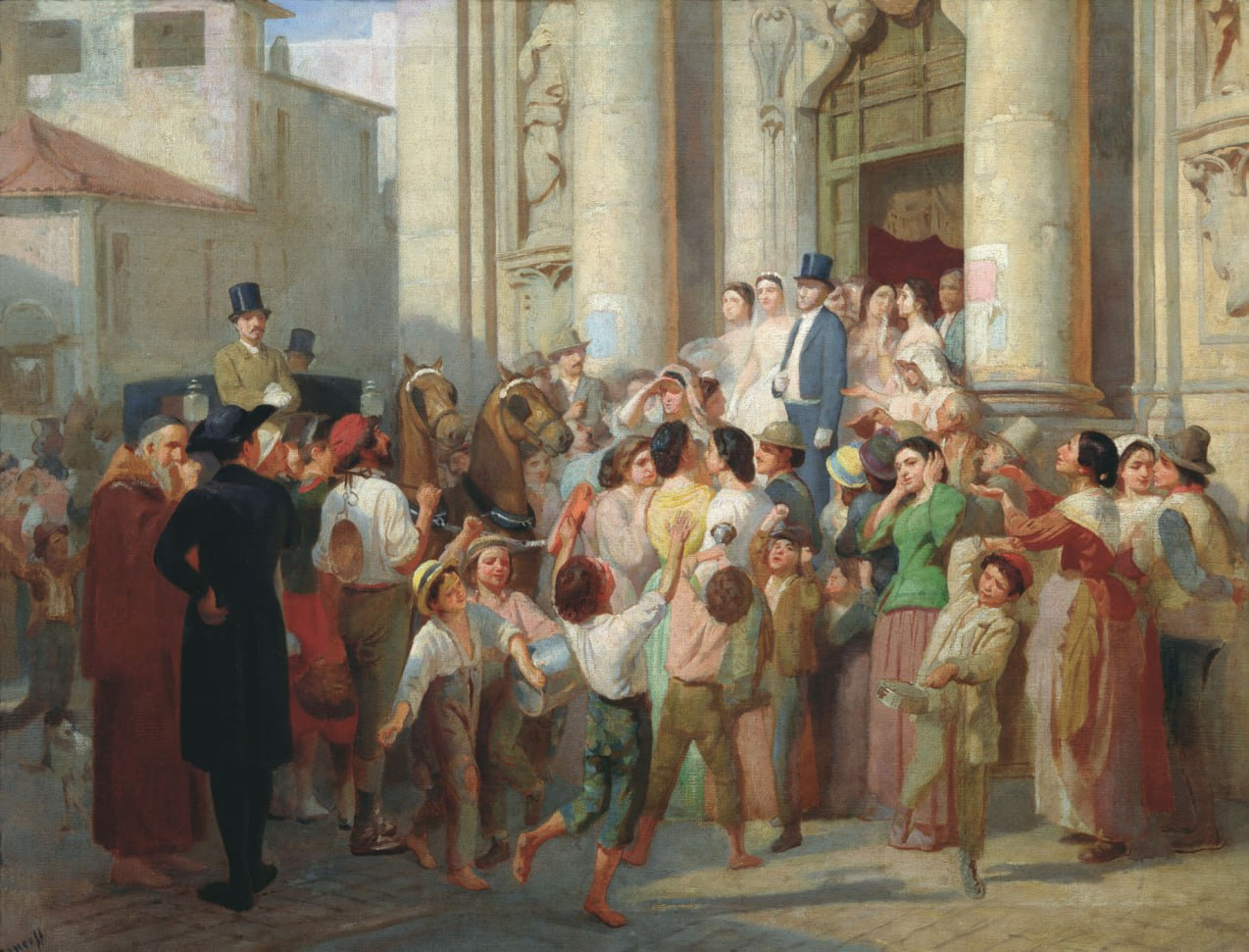
Un mariage inégal en Italie.
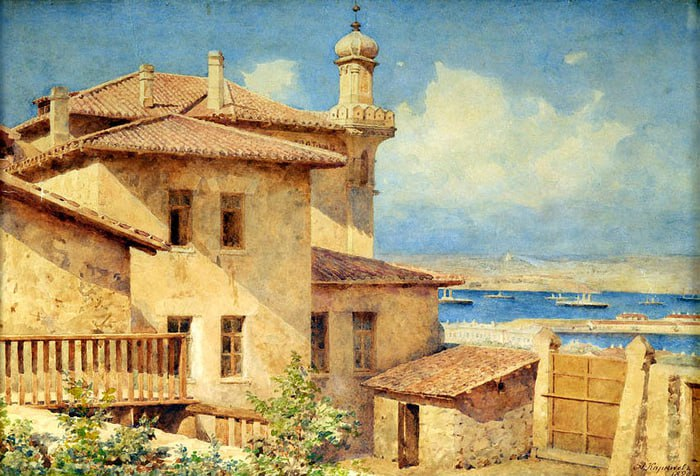
Sébastopol.